# Katja Koren
Katja Koren Miklavec slovenska alpska smučarka, * 6. avgust 1975, Maribor.
Korenova spada v tako imenovano generacijo vražjih deklet slovenskega alpskega smučanja. Njena največja uspeha sta zmaga v superveleslalomu svetovnega pokala v alpskem smučanju in osvojitev slalomske bronaste kolajne na XVII. zimskih olimpijskih igrah v Lillehammerju na Norveškem.

Poleg tega je bila še štirikat na stopničkah za zmagovalce slaloma. V sezoni 1993/1994 je bila enajsta v skupnem sešteku svetovnega pokala, leta 1996 pa je na  svetovnem prvenstvu v alpskem smučanju v španski Sierri Nevadi osvojila deveto mesto v kombinaciji. Svojo tekmovalno kariero je zaključila leta 1998 zaradi poškodbe. 
Leta 2019 je bila sprejeta v Hram slovenskih športnih junakov. Leta 2025 je na izredni podelitvi prejela Bloudkovo nagrado po novem zakonu za nazaj.

## Dosežki v svetovnem pokalu

### Zmage (1)
| Št. | Sezona  | Datum             | Lokacija | Panoga          |
| --- | ------- | ----------------- | -------- | --------------- |
| 1.  | 1993-94 | 22. december 1993 | Flachau  | Superveleslalom |